# Indrail Pass
Ein Indrail Pass war eine Eisenbahnfahrkarte für unbegrenztes Reisen ohne Reservierung auf dem Streckennetz der indischen Eisenbahnen. Ausgegeben wurden diese für Touristen mit Wohnsitz außerhalb Indiens.
Die Gültigkeitsdauer betrug ab einem halben Tag bis zu 90 Tagen. 2017 gab Indian Railways die Einstellung der Fahrkarten bekannt.
Folgende Personen konnten diese Karte erwerben:
- Ausländische Touristen
- Auslandsinder mit einem gültigen Reisepass
- die indische Ehefrau eines ausländischen Touristen
- ein Reiseführer, der nicht-indische Touristen begleitet

Die Gültigkeit begann am Tag der ersten Zugfahrt und endete um Mitternacht des letzten Reisetages.
Bezahlungen konnten nur in US-Dollar, britischen Pfund oder Euro vorgenommen werden.
 Unten stehend eine Liste mit den Fahrpreisen in US-Dollar.
| Gültigkeits- dauer | Klimatisierter Schlafwagen 1. Ranges (AC 1) | Klimatisierter Schlafwagen 1. Ranges (AC 1) | Erste Klasse / Klimatisierter Schlafwagen 2. Ranges (AC 2) / Klimatisierter Schlafwagen 3. Ranges (AC 3) / Klimatisierter Sitzwagen | Erste Klasse / Klimatisierter Schlafwagen 2. Ranges (AC 2) / Klimatisierter Schlafwagen 3. Ranges (AC 3) / Klimatisierter Sitzwagen | Schlafwagen / Zweite Klasse (nicht klimatisiert) | Schlafwagen / Zweite Klasse (nicht klimatisiert) |
| ------------------ | ------------------------------------------- | ------------------------------------------- | --- | --- | ------------------------------------------------ | ------------------------------------------------ |
| --                 | Erwachsener                                 | Kind                                        | Erwachsener | Kind | Erwachsener                                      | Kind                                             |
| Halber Tag         | 57                                          | 29                                          | 26 | 13 | 11                                               | 6                                                |
| Ein Tag            | 95                                          | 47                                          | 43 | 22 | 19                                               | 10                                               |
| 2 Tage             | 160                                         | 80                                          | 70 | 35 | 30                                               | 15                                               |
| 4 Tage             | 220                                         | 110                                         | 110 | 55 | 50                                               | 25                                               |
| 7 Tage             | 270                                         | 135                                         | 135 | 68 | 80                                               | 40                                               |
| 15 Tage            | 370                                         | 185                                         | 185 | 95 | 90                                               | 45                                               |
| 21 Tage            | 396                                         | 198                                         | 198 | 99 | 100                                              | 50                                               |
| 30 Tage            | 495                                         | 248                                         | 248 | 126 | 125                                              | 65                                               |
| 60 Tage            | 800                                         | 400                                         | 400 | 200 | 185                                              | 95                                               |
| 90 Tage            | 1060                                        | 530                                         | 530 | 265 | 235                                              | 120                                              |